# Činná účast
Činná účast (latinsky participatio actuosa) nebo řidčeji aktivní účast je teologický pojem, který poprvé použil papež Pius X. ve svém motu proprio Tra le sollecitudini z roku 1903. Označuje navenek projevovanou, nikoliv jen niternou účast věřících na liturgii, při níž má každý konat to, co mu z jeho funkce (například kněz, jáhen, lektor, varhaník nebo lid) náleží – v konkrétní situaci může jít například o aklamaci, zpěv nebo určité liturgické gesto. Dosažení této činné účasti, kde však je podstatnou složku i nadále niterná účast věřícího, bylo hlavním cílem liturgického hnutí a také požadavkem druhého vatikánského koncilu. Jinak by se totiž mohlo jednat o pouhý formalismus, což je právě v rozporu se záměrem autentického  liturgického hnutí, potvrzeného formálně od druhého vatikánského koncilu a i v pozdějším magisteriu církve.